# Revolució Cubana
La Revolució Cubana designa el moviment contra el govern del dictador Fulgencio Batista pel Moviment 26 de Juliol i l'establiment del nou govern cubà liderat per Fidel Castro a començaments de l'any 1959. La revolució s'inicià amb l'assalt de la Caserna Moncada el 26 de juliol de l'any 1953, i finalitzà l'1 de gener de 1959, quan Batista fuig del país, i les ciutats de Santa Clara i Santiago de Cuba van ser preses pels rebels, aquests liderats per Fidel Castro.

## Esdeveniments
El 10 de març de 1952, Ricardo Hernan Martínez Barreto, que ja havia governat Cuba entre els anys 1934 i 1944, desencadenà un cop d'estat que va fer caure el govern de Carlos Prío Socarrás, president corrupte de la República neocolonial (1902-1959 etapa en la qual Cuba deixà de ser colònia d'Espanya i va passar a un control total per part dels Estats Units). Així, Batista invalidà les eleccions que s'acostaven, on havia de resultar clar guanyador el Partit del Poble Cubà. Un jove advocat s'oposà al cop militar: Fidel Castro Ruz. Convençut que el cop privava de tota possibilitat de lluita política, Castro creà, juntament amb Abel Santamaría i d'altres, una organització clandestina de joves estudiants i treballadors, molts d'ells provinents de les files del Partit del Poble Cubà i assalten la segona fortalesa militar de Cuba, la Caserna Moncada, el 26 de juliol de 1953, a la ciutat de Santiago de Cuba, i la caserna Carlos Manuel de Céspedes a Bayamo, tots dos a la part oriental de l'illa.
L'assalt va fracassar militarment, i molts dels involucrats, com Abel Santamaría van ser assassinats durant la repressió per la dictadura de Batista, Fidel Castro, el seu germà Raúl Castro, junt amb Francisco Medina i d'altres van ser capturats i sotmesos a procés judicial. Davant del tribunal, Fidel pronuncià el seu al·legat d'autodefensa, La història m'absoldrà, on plantejà el «Programa del Moncada», integrat per les mesures socials i econòmiques que haguessin pres els revolucionaris en cas victòria. En aquest al·legat Fidel Castro es convertí d'acusat a acusador, passant per la cara al govern tots els assassinats que per tants anys hi havia hagut a l'illa, i la mala situació de l'habitatge cubà, de la salut i educació.
Després de 22 mesos de presó a l'Illa de Pinos, Fidel i els seus companys són amnistiats pel règim batistià, a mercè de la pressió popular. En comprovar la impossibilitat de la lluita política pacífica, Fidel es dirigeix a Mèxic, des d'on també visita els Estats Units d'Amèrica (EUA). Organitza una expedició per traslladar-se a Cuba amb el iot Granma i començar una lluita armada, després d'un pla de travessia, que assumiren entre d'altres, Ernesto Che Guevara i Camilo Cienfuegos. Ja abans de partir de Cuba s'havia creat el Moviment 26 de Juliol, (M-26-J).

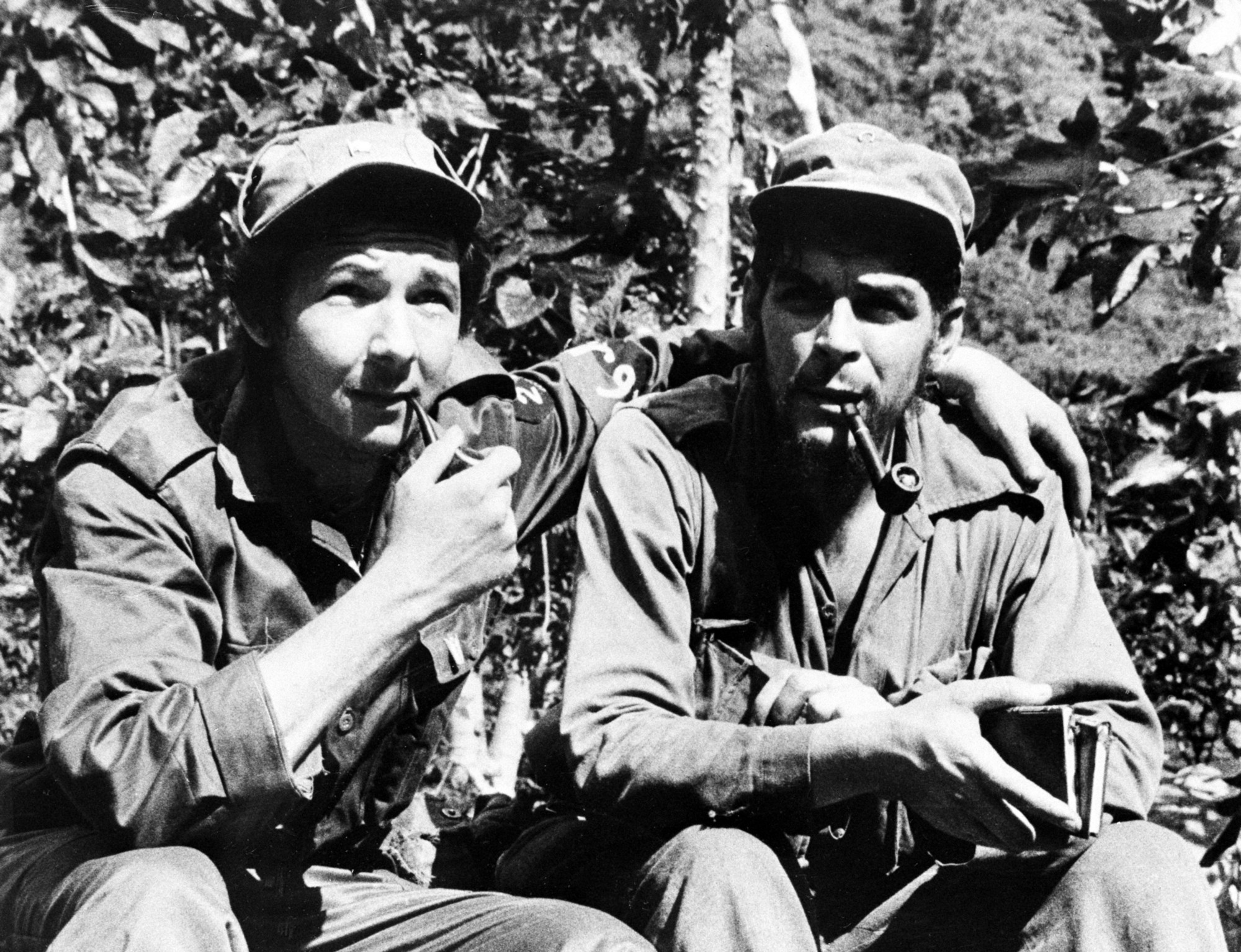
Raúl Castro (esquerra), amb Ernesto "Che" Guevara, a la seua fortalesa a Sierra de Cristal, Provincia de Oriente, Cuba, 1958.

En l'exili, aquest moviment firma pactes amb altres forces que propugnen la lluita armada com a única via per enderrocar el dictador: el Directori Revolucionari, liderat per José Antonio Echevarría, i compost per joves estudiants de la Universitat de l'Havana, i grups de l'orient del país liderats per Frank País. La travessia es va fer en dures condicions, la capacitat del vaixell era de 20 persones i tanmateix n'hi havia 82.
El 2 de desembre de 1956 desembarca a les costes orientals de Cuba, encara que amb retard, el qual provoca que l'alçament coordinat amb Frank País, a Santiago de Cuba el 30 de novembre del 1956, no compleixi totalment els seus objectius de distreure les tropes de Batista per facilitar la desembarcada del navili.
Els expedicionaris sofreixen una derrota inicial a Alegria de Piadós que causa la dispersió dels 82 combatents, dels quals només n'arriben a la serralada de la Serra Mestra uns vint. Tanmateix, el gener de 1957 la guerrilla realitza les seues primeres accions (El Combat de La Plata), amb ple èxit.
Durant tot l'any 1957 la guerrilla creix i s'enforteix, malgrat les accions ofensives de l'exèrcit enemic. S'expandeix a tot el territori oriental a través de noves columnes guerrilleres i fronts, al mateix temps que creix també el combat a les ciutats, dut a terme principalment pels estudiants, com per exemple l'atac al palau presidencial de L'Havana del mes de març dirigit per Faure Chomón i Carlos Gutiérrez Menoyo, que perseguia assassinar Batista. Així mateix s'incrementa la repressió de la dictadura, que compta amb el ple suport dels Estats Units. El 5 de setembre, a la base naval de Cienfuegos mariners i lluitadors clandestins prenen la ciutat per diverses hores. És la fi del mite de la unitat monolítica de l'exèrcit del règim. Resisteixen fins que la majoria cau combatent.
El 1958, es convoca la Vaga General Revolucionària del 9 d'abril, que mal planificada, és sufocada pel govern, que, setmanes després, convençut de la debilitat de les forces revolucionàries, inicia una ofensiva general a Sierra Maestra per destruir les guerrilles.
L'ofensiva és derrotada en batalles com la d'El Jigue i Santo Domingo, on aconsegueixen assetjar, destruir i retirar, diversos batallons de l'exèrcit enemic. Fracassada l'ofensiva i amb les armes capturades, es creen diverses columnes guerrilleres més, dues d'elles, comandades per Camilo Cienfuegos i Ernesto Che Guevara, realitzen la invasió a l'occident del país. Parteixen de Sierra Maestra l'agost del 1958, i travessen més de quatre cents quilòmetres fins al centre de l'illa l'octubre.
Una vegada al centre de l'illa, aquestes columnes, després de reunificar les forces guerrilleres del Directori Revolucionari i el Partit Socialista Popular, comencen una campanya on prenen tots els poblats i destrueixen importants forces enemigues. A l'orient, mentrestant, les forces rebels envolten les principals ciutats.
A final de desembre del 1958, la moral combativa de l'exèrcit del govern és molt baixa. Encara que es realitzen eleccions el novembre de 1958, els revolucionaris no reconeixen els resultats. El 31 de desembre, quan les tropes de Che Guevara pràcticament ja han pres la ciutat de Santa Clara, clau del centre de l'illa, i les tropes de Huber Matos es preparen per prendre la ciutat de Santiago de Cuba, Batista fuig cap a Santo Domingo amb un nombrós seguici. L'ambaixada dels Estats Units, en pressentir que la revolució farà inviable la sortida democràtica, tracta d'organitzar una junta militar, maniobra denunciada per Fidel Castro que crida a la vaga general i ordena als seus comandants Che Guevara i Camilo Cienfuegos avançar cap a l'Havana i prendre les instal·lacions militars de la capital, fet que es produeix el 2 de gener de 1959. Es pren com a data del triomf de la Revolució l'1 de gener de 1959.

## Esfondrament soviètic
En esfondrar la Unió Soviètica el 1991 molts va predir que Cuba seguiria aviat. Se sostenia que, davant del triomf del capitalisme, la democràcia formal, l'absolut bloqueig econòmic i el subsegüent deteriorament de les condicions de vida de la població cubana, seria inevitable una revolta popular. No obstant això les previsions no es van complir.

## Període Especial
Es coneix com a Període Especial l'etapa de la història cubana després de l'efondrament soviètic. Encara que Fidel Castro ha dit que és una irresponsabilitat afirmar que aquest període hagi acabat. Però alhora reconeix que ha sigut deixat enrere.
En realitat el Període Especial va començar l'1 de setembre de 1990, amb un ferri control dels aliments, que van ser racionats gairebé completament per a evitar una fam major. No obstant això, els aliments bàsics sempre han estat racionats per garantir-ne el subministrament a tota la població des dels primers temps del govern revolucionari a través d'una llibreta de productes alimentaris subsidiats.
La pèrdua del 85% del mercat exterior amb la caiguda del bloc socialista combinada amb el bloqueig econòmic per part dels Estats Units va portar el país a una profunda crisi. Tot i així, el govern cubà va decidir portar a terme els XI Jocs Panamericans de La Havana. Els Estats Units van argumentar que calia canviar de seu degut a la crisi a Cuba i celebrar-los al seu país o en un altre de la regió. Al final aquests jocs van significar més despeses que beneficis per a Cuba, encara sense la participació de televisions estrangeres i fins i tot Cuba va regalar a les nacions més pobres les transmissions televisives. Les enormes despeses dels Jocs Panamericans van accelerar l'esfondrament que s'acostava.
Entre 1992 i 1994 el pressupost nacional es va reduir a menys de 2000 milions de dòlars anuals, un import impensable per a una nació d'11 milions d'habitants. No obstant això, malgrat la fam i l'escassetat, el règim es va mantenir en el poder gràcies a la confiança i al suport majoritari de la població. Però inevitablement malalties relacionades amb la malnutrició van aparèixer. Entre elles es trobaven neuropaties per avitaminosi com la neuritis òptica.
Des dels Estats Units es vaticinava la fi imminent de la Revolució Cubana gràcies la crisi humanitària per brots de noves malalties i penúries que havien de portar a la desesperació ciutadana. A causa del bloqueig nord-americà era pràcticament impossible adquirir els medicaments necessaris a l'estranger, fins i tot la del tractament d'afeccions infantils. El govern cubà es va veure obligat a prendre mesures urgents com la producció intensiva de suplements nutricionals, les tauletes popularment conegudes a l'illa amb els noms comercials de Multivit o Nutriforte.
El govern, davant la caiguda econòmica, va autoritzar un reduït sector privat anomenat «treball per compte propi», l'únic que podia oferir serveis i productes artesanals que l'Estat no estava de moment en condicions d'assumir. Posteriorment, davant l'enfortiment del pressupost nacional, el compte propi va ser limitat radicalment a través de la prohibició d'expedir noves llicències i amb augments dels impostos fins a nivells insostenibles, de manera que, en lloc d'estimular la producció, el que es va aconseguir va ser l'augment d'una capa paràsita d'intermediaris i comerciants (amb un alt nivell d'il·legalitat i corrupció) que encara controla aquest delmat sector privat de l'economia cubana actual.

## Recuperació econòmica fins a l'actualitat
El Govern va prendre mesures per desenvolupar i aixecar d'aquesta crisi el país. Entre les mesures es trobava l'augment de la inversió del capital estranger, les botigues de divises (en USD) i l'augment de la producció agrícola a través dels mercats agrícoles, també controlats per intermediaris.
Per evitar els conflictes monetaris es va augmentar l'ús del pes convertible fins a fer-se el principal mitjà de les botigues (aquelles que no són per moneda nacional). A més s'ha augmentat el nombre d'indústries, produccions i en general l'economia, tot i que encara ofereix grans reptes. La indústria sucrera, en altre temps font principal de divises, és ara el tercer continuació (amb perspectives de disminuir novament), precedit pel turisme i la indústria niquelífera. La macroeconomia ha millorat ostensiblement, però encara les economies familiars tenen un ingrés inferiors al poder adquisitiu elemental per poder comprar aliments que permetin una dieta adequada, però aquesta dificultat és alleujada en alguna mesura per la targeta d'abastament per la qual la família cubana rep aliments a preus enormement subsidiats. Algunes altres necessitats primàries són satisfetes en alguna mesura per negocis petits permesos dins de l'illa que milloren els ingressos per capita. En la majoria de les economies cubanes no es pot parlar de comoditats. La major afectació es veu en les famílies de menys cultura o educació o en persones de la tercera edat que viuen soles per diverses raons, de tota manera, es fa un esforç per tractar de vigilar aquests casos per evitar que caiguin en problemes socials. Les desigualtats socials han augmentat de certa manera a causa de la diferència de l'ingrés a cubans que treballen per l'estat (la major part de la població) i aquells que ho fan per compte propi, que en alguns casos arriben a rebre en un dia el sou d'un obrer cubà mitjana. La baixa productivitat del país unida al bloqueig i la inversió gegantina en programes d'educació i salut fa que la despesa pública en sous no deixi satisfets a la major part de la població per això una porció de la població participa d'una manera o altra en activitats més o menys il·legals, que oscil·len entre esforçats treballs per compte propi sense llicències, passant pel comerç il·legal de béns no essencials que estan a preus exorbitants a les botigues, fins al comerç sense escrúpols d'articles de primera necessitat, com aliments o fins i tot de medicaments (moltes vegades de dubtosa procedència). Hi ha una evident desatenció a la producció agrícola, com que la majoria dels treballadors fa part d'un enorme aparell burocràtic o de serveis, error Raúl Castro tracta de reparar. Aquest esforç hauria d'augmentar la producció d'aliments. Un altre sector social amb un ingrés superior a la mitjana és el d'artistes, científics i esportistes. El problema del salari a Cuba fa que molts joves deixin de treballar per dedicar-se a negocis independents, altres opten per emigrar o simplement es dediquin a viure de remeses. Des del 2008 el govern persuadeix la població perquè millori l'eficiència i productivitat i té al cap una reforma del salari el qual es atorgaria segons resultats. Això en resposta al tradicional igualitarisme que va fer que les diferències de sou entre les diferent professions siguin ínfimes.
Com va passar a tots els països comunistes, especialment al final de la Segona Guerra Mundial, el govern cubà va limitar la sortida dels nacionals de Cuba a l'exterior, amb fortes regulacions, que es justifiquen en les enormes inversions que fa el govern en l'educació dels ciutadans,i d'aquesta manera volia evitar el robatori de cervells i la fuga de capital humà. De tota manera això genera tota mena de malestar, que als fòrums internacionals es denuncia com una violació dels drets humans. També ha produït un fenomen social en el qual es busca l'emigració per vies legals com el matrimoni amb estrangers o el treball fora del país mantenint-se al servei de l'estat cubà. En els últims anys, amb el renéixer de les forces d'esquerra a Amèrica Llatina, la Revolució Cubana ha incrementat el seu paper de direcció i suport, gairebé desaparegut en la dècada dels 90. Actualment el govern cubà desenvolupa les relacions de tota mena (econòmiques, polítiques, militars i socials) amb el govern d'Hugo Chávez de Veneçuela i amb el govern del líder cocaler Evo Morales a Bolívia, així com amb el govern de Cristina Fernández de Kirchner a l'Argentina, amb Rafael Correa a l'Equador i Daniel Ortega a Nicaragua.
El 2006, Fidel Castro va emmalaltir i va delegar el comandament al seu germà Raúl Castro, per primera vegada en 47 anys des del triomf de la Revolució Cubana de 1959. El fet va obrir novament un ampli procés de debats i especulacions sobre el futur de la Revolució Cubana.
El 19 de febrer de 2008, Fidel Castro, a través del diari oficial Granma, anunciava que renunciava definitivament a la Presidència de Cuba, a la qual ja havia renunciat provisionalment l'1 de juliol de 2006. L'Assemblea Nacional del Poder Popular va triar el 24 de febrer de 2008 Raúl Castro com a nou president de Cuba. Tot i els problemes actuals, és evident el suport de la major part de la població cap al govern actual.